# Isomerització

Isomerització del cis-retinal en el trans-retinal.

La isomerització és una reacció química que consisteix en la transformació d'una molècula en un dels seus isòmers.
La isomerització té lloc, usualment, seguint una equació de velocitat com la d'una reacció de primer ordre. Típicament, implica la rotació al voltant d'algun enllaç o la migració d'un àtom entre grups funcionals. La reacció en virtut de la qual el cis-retinal és irradiat amb radiació electromagnètica de longitud d'ona de 380 nm i es converteix en el trans-retinal és un exemple d'isomerització.

## Exemples

Isomerització del pentà en 2-metilbutà i 2,2-dimetilpropà.

- Isomeritzacions en craqueig d'hidrocarburs. Els combustibles com el pentà són lineals i presenten un baix índex d'octà, a diferència dels hidrocarburs ramificats que el tenen més elevat. Per aconseguir hidrocarburs ramificats a partir d'hidrocarburs lineals aquests són escalfats en presència de platí com a catalitzador. Finalment, s'obté una mescla resultant de cadenes rectes i embrancades que es poden separar.

Isomerització de l'isòmer trans en el cis del resveratrol.

- Isomerització cis-trans. En certs compostos es pot observar una interconversió d'isòmers cis i trans. Per exemple amb àcid maleic i amb azobenzè sovint per fotoisomerització. Un altre exemple és la conversió fotoquímica d'un isòmer trans en un isòmer cis de resveratrol.[3]

Mecanisme de la tautomeria cetoenòlica del prop-1-en-1-ol (forma enòlica) i el propanal (forma cetònica).

- Tautomeria cetoenòlica és la tautomeria (equilibri químic entre isòmers) que presenten els compostos carbonílics amb un grup carbonil {\displaystyle {\ce {C=O}}} i un o més hidrògens en posició α (carboni unit al grup carbonil). En els compostos monocarbonílics senzills, com l'acetona i l'acetaldehid, el tautòmer que conté el grup carbonil és el que predomina i el que es considera forma cetònica. En el cas de l'acetona, la forma enòlica és inferior a l'1 % i en el de l'acetaldehid no es pot detectar. L'estabilitat més gran de les formes cetòniques en els compostos monocarbonílics s'atribueix a la diferència de l'energia d'enllaç entre l'enllaç π {\displaystyle {\ce {C=O}}} (87 kcal/mol) i l'enllaç π {\displaystyle {\ce {C=C}}} (60 kcal/mol). Pel que fa als compostos β-dicarbonílics, que tenen dos grups carbonil separats per un carboni saturat, la quantitat de la forma enòlica en l'equilibri és molt superior. En la transformació d'alguns compostos té un gran interès la formació de l'enol, ja que sovint hi és present en una baixa proporció, i es recorre a la catàlisi per a afavorir-lo.[4]

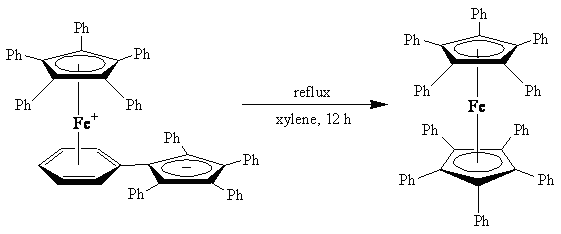
Producció de decafnilferrocè

- Isomerització organometàl·lica és la producció de decafnilferrocè, [(η⁵-C₅F₅)₂Fe] del seu isòmer d'enllaç.[5][6]
- Isomeritzacions entre isòmers conformacionals.

- Les molècules fluxionals mostren ràpida interconversió dels isòmers, per exemple el bullvalene.

- Isomerització de valència: resulta només en la recol·locació d'enllaços simples i dobles i s'estableix un equilibri dinàmic entre els dos isòmers, també se'n diu tautomerisme de valència.[7]

Les diferències d'energia entre dos isòmers es diuen energia d'isomerització.